# جيسي راسيل
جيسي راسيل (بالإنجليزية: Jesse Russell)‏ هو مهندس أمريكي، ولد في 26 أبريل 1948 في ناشفيل في الولايات المتحدة.